# London Road (film)
London Road – brytyjski film muzyczny z 2015 roku w reżyserii Rufusa Norrisa, będący ekranizacją scenicznego musicalu pod tym samym tytułem. Film został oparty na prapremierowej inscenizacji tego dzieła, wystawionej 2012 w Royal National Theatre w Londynie. Obie produkcje łączy osoba reżysera oraz część obsady.

## Fabuła
Musical i film opowiadają autentyczną historię, związaną z morderstwami dokonanymi w Ipswich przez Stevena Wrighta w 2006 roku. Narracja przyjmuje perspektywę mieszkańców ulicy, tytułowej London Road, przy której mieszkał morderca i w okolicy której dokonano większości zbrodni. Ukazuje ewolucję postaw sąsiadów Wrighta wobec tragedii dziejącej się tuż za ich progiem - od obaw o własne bezpieczeństwo, poprzez wzajemną nieufność w okresie śledztwa, irytację z powodu silnie wpływającej na codzienne funkcjonowanie obecności policji i mediów, aż po stopniowe odbudowywanie normalnego życia i tworzenie na bazie wspólnej traumy nowej, silniejszej społeczności lokalnej. Teksty piosenek stworzone zostały wyłącznie z fragmentów wypowiedzi autentycznych mieszkańców London Road.

## Obsada
- Olivia Colman jako Julie
- Anita Dobson jako June
- Tom Hardy jako Mark
- Kate Fleetwood jako Vicky
- Clare Burt jako Jan
- Claire Moore jako radna Carole
- Janet Henfrey jako Ivy
- Paul Thornley jako Dodge
- Jenny Galloway jako Margaret[2]

## Premiera i dystrybucja
Film został po raz pierwszy pokazany w wybranych brytyjskich kinach w dniu 9 czerwca 2015 w cyklu National Theatre Live, w którym zwykle wyświetlane są transmisje spektakli Teatru Narodowego. Do normalnej dystrybucji kinowej wszedł w dniu 12 czerwca. W innych państwach pokazywany był głównie w obiegu festiwalowym lub miał swoją premierą od razu na DVD.